# Alsodes vittatus
Alsodes vittatus és una espècie de granota de la família Leptodactylidae. Viu a Xile. Aquesta espècie és endèmica de la província de Malleco a la Regió de l'Araucanía. Passa per San Ignacio de Pemehue a la ciutat de Lonquimay en el costat occidental dels Andes aproximadament a 1000 m d'altura. El seu hàbitat natural és desconegut però es tracta d'una espècie terrestre i d'aigua dolça. Una amenaça significativa per a la supervivència d'aquesta espècie és la destrucció de l'hàbitat causada per les plantacions de pi.